# Серахс
Серахс (туркм. Sarahs) — город, административный центр Серахского этрапа в Ахалском велаяте Туркменистана. Расположен на правом берегу реки Теджен (Герируд), по которой в районе посёлка проходит граница с Ираном, на противоположном берегу — иранский город Серахс. Станция Сарахс на участке «Теджен — Мешхед» железной дороги Казахстан — Туркменистан — Иран. Пограничный переход.

## История
Серахский оазис был заселён с глубокой древности. На юго-восточной окраине посёлка расположено городище Старый Серахс, крупнейшее из 120 городищ (тепе) оазиса — остатки его центра, который был заселён со 2-го тысячелетия до н. э. до 1832 года, когда персидские войска разрушили восставшее селение.
Современный посёлок был основан в 1884 году как российское военное поселение. В конце XIX века Серахс был городом, центром Тедженского уезда Закаспийской области. В городе в 1897 году проживало 1520 человек, в том числе 48,8 % — русские; 19,8 % — поляки; 8,9 % — литовцы; 5,0 % — армяне; 3,8 % — персы; 3,3 % — туркмены; 3,0 % — украинцы; 2,6 % — евреи; 2,2 % — немцы.

## Достопримечательности
В окрестностях посёлка многочисленные памятники археологии.
Раскопками в Меле-Хейран (15 км от посёлка) выявлены руины зороастрийского храма огня с хорошо сохранившимся алтарём.
Рядом с городищем Старый Серахс расположен средневековый мавзолей Абуль-Фазла (Серахс-баба), постройка XI века, реконструирован — квадратное в плане (15,4 м x 15,4 м) сооружение с двойным сфероконическим куполом и входным айваном. В 6 км к югу от Серахса расположены руины ещё одного известного мавзолея XI века — Ярты-Гумбез.